# 吴人彦
吴人彦（？—1857年），字硕卿，安徽泾县人，清朝政治人物。
監生出身。道光二十二年（1844年）至二十八年（1850年），擔任利川知县，为官清廉、政绩卓然。升任镇沅厅同知，署顺宁知府。咸丰七年十月，蔡发春叛变围困，吴人彦帅部抵抗不敌被杀。